# كند قليجان (كهن أباد)
کند قلیجان (بالفارسية: کندقلیخان) هي قرية تقع في إيران في قسم کهن أباد الريفي. يقدر عدد سكانها بـ 432 نسمة بحسب إحصاء 2016.